# نشانگان دالان زند زیرین
نشانگان دالان زند زیرین یا سندرم تونل اولنار (انگلیسی: Ulnar tunnel syndrome) به عارضه‌ای گفته می‌شود که بر اثر آن عصب زند زیرین (اولنار) در ناحیه مچ دست به دلیل وجود کیست یا کشیدگی‌های مکرر تحت فشار قرار می‌گیرد.
در این عارضه، وارد شدن فشار به عصب می‌تواند موجب احساس گزگز یا بی‌حسی در دست‌ها یا انگشت‌ها شود. عمل جراحی یا استفاده از مچ‌بند اغلب در درمان این عارضه توصیه می‌شود. همچنین حرکات ورزشی ممکن است در رفع آن کمک کننده باشد.
درحالی‌که استخوان‌ها و ماهیچه‌ها از بسیاری از عصب‌ها در بدن انسان را حفاظت می‌کنند، عصب زند زیرین به خوبی مورد حفاظت قرار نمی‌گیرد بنابر این بیشتر در معرض آسیب است. نشانگان دالان زند زیرین نسبت به نشانگان دالان آرنجی (سندرم تونل کوبیتال) و نشانگان دالان مچ دست (سندرم تونل کارپال) کمتر شایع است.
عصب زند زیرین از گردن شروع و تا دست‌ها ادامه پیدا می‌کند. این عصب در قسمت مچ از طریق کانال گویان وارد دست می‌شود. درصورتی‌که عصب در این ناحیه تحت فشار باشد فرد دچار عارضه سندرم تونل اولنار می‌شود. فشردگی این عصب در ناحیه آرنج نیز سندرم تونل کوبیتال گفته می‌شود.
از جمله علائم ابتلا به نشانگان دالان زند زیرین می‌توان به احساس بی‌حسی، ضعف ماهیچه‌ای در دست‌ها و درد سوزشی اشاره کرد. این علائم می‌توانند دست‌ها، مچ و انگشت‌ها را درگیر کند و با گذشت زمان بخصوص درصورتی‌که درمان نشود، پیشرفت کند همچنین قسمتی از عصب که تحت فشار باشد تعیین‌کننده شدت علائم این سندرم است.
این سندرم بر اثر تحت فشار قرار گرفتن عصب زند زیرین در ناحیه کانال گویان به وجود می‌آید همچنین گاهی اوقات وجود کیست می‌تواند زمینه ابتلا به این عارضه را فراهم کند. هرچند هر عاملی که به عصب زند زیرین در مچ فشار وارد کند می‌تواند نشانگان دالان زند زیرین را به همراه دشته باشد.
خطر ابتلا به سندرم تونل اولنار در افرادی که سابقه آسیب‌دیدگی از ناحیه مچ دارند، کارهای دائمی همچون تایپ کردن را با دست انجام می‌دهند یا فعالیت‌ها و ورزش‌هایی را انجام می‌دهند که به مچ فشار وارد می‌کند، بیشتر است.
برای درمان نشانگان دالان زند زیرین انجام عمل جراحی توصیه می‌شود همچنین ورزش کردن و فیزیوتراپی می‌تواند روند بهبودی را تسریع کند. در مواردی که این سندرم از عواملی ناشی شود که با عمل جراحی قابل درمان نیست انجام حرکات ورزشی در خانه کمک کننده است.